# Hemacandra
Ācārya  Hemacandra, o Hemachandra, o Somachandr,  pseudonimi di Chandradeva o Changadev (Dhandhuka, 1088 – Patan, 1173), è stato un letterato, monaco giainista e filosofo indiano.

## Biografia

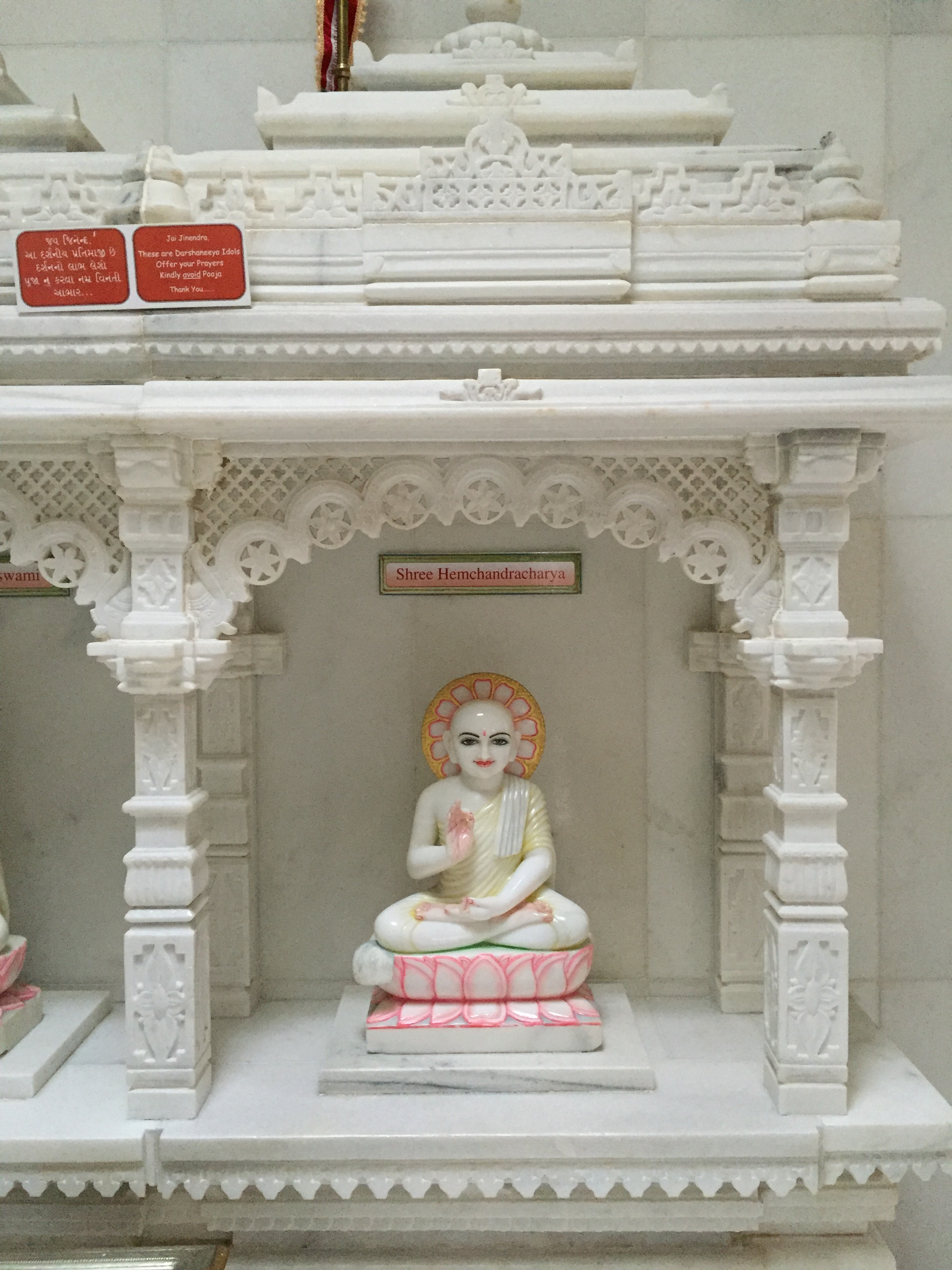
Statua di Hemachandra al Centro Jain del New Jersey, USA

Hemacandra nacque in un'agiata famiglia di mercanti indiana, figlio di un visnuista e di una giainista.
Hemacandra fu un monaco appartenente al culto giainista, che all'età di ventuno anni venne ordinato insegnante (Ācārya) della scuola Svetambara.
È particolarmente conosciuto ed apprezzato per la sua versatilità che lo ha spinto a dedicarsi a molteplici discipline, per le quali, complessivamente, viene ritenuto uno degli intellettuali ed eruditi più importanti del suo Paese, tanto è vero che venne soprannominato sarvajña (onnisciente). Inoltre si fece stimare per la sua generosità, tolleranza e mitezza.
Nell'ambito religioso, Hemacandra compose un voluminoso poema intitolato Triṣaṣṭiśalākāpuruṣacarita ("Gesta dei sessantatré uomini superiori"), incentrato sulla dottrina giainista e sulle biografie degli esponenti più in vista della religione.
Un altro poema significativo fu il Kumârapâlacarita, di genere storico-celebrativo, ma pregnante anche per gli approfondimenti linguistici. In quest'opera Hemacandra descrisse la famiglia reale del Gujarat, che grazie ai suoi insegnamenti aderì al Giainismo e realizzò un prestigioso tempio giainista a Taranga. Hemacandra dal 1125 assunse il ruolo di consigliere del re Kumarapala, e tra le più importanti indicazioni che diede vi furono quella di proibire l'uccisione degli animali e di praticare la dieta vegetariana.
Ma la celebrità di Hemacandra è dovuta soprattutto ai suoi studi di linguistica, culminati con la grammatica Siddhahemacandra, scritta nello stile di Pāṇini e basata sulle ricerche e sulle analisi riguardanti il sanscrito e il pracrito, con il dizionario degli omonimi Anekârthasamgraha, con quello dei sinonimi Abhidhânacintâmani, con quello di genere scientifico Nightantuçesa ruotante intorno alla morfologia e alla fisiologia delle piante, e a vari trattati concernenti le teorie e le pratiche dei versi poetici, tra i quali Chandonuçâsana e Kâvyânuçâsana.
Hemacandra si dimostrò anche un valente filosofo, come evidenziarono le dissertazioni di logica, di morale e di argomenti speculativi.
Infine, ma non per questo meno importanti, Hemacandra scrisse anche trattati politici, come ad esempio Laghvarhannitîçâstra.
Profetizzò la sua morte con un certo anticipo e digiunò nei suoi ultimi giorni, nel pieno rispetto dei riti giainisti.